# Graphiocephala barbitias
Graphiocephala barbitias är en fjärilsart som först beskrevs av Edward Meyrick 1909.  Graphiocephala barbitias ingår i släktet Graphiocephala och familjen styltmalar.
Artens utbredningsområde är Namibia. Inga underarter finns listade i Catalogue of Life.